# 大吳哥

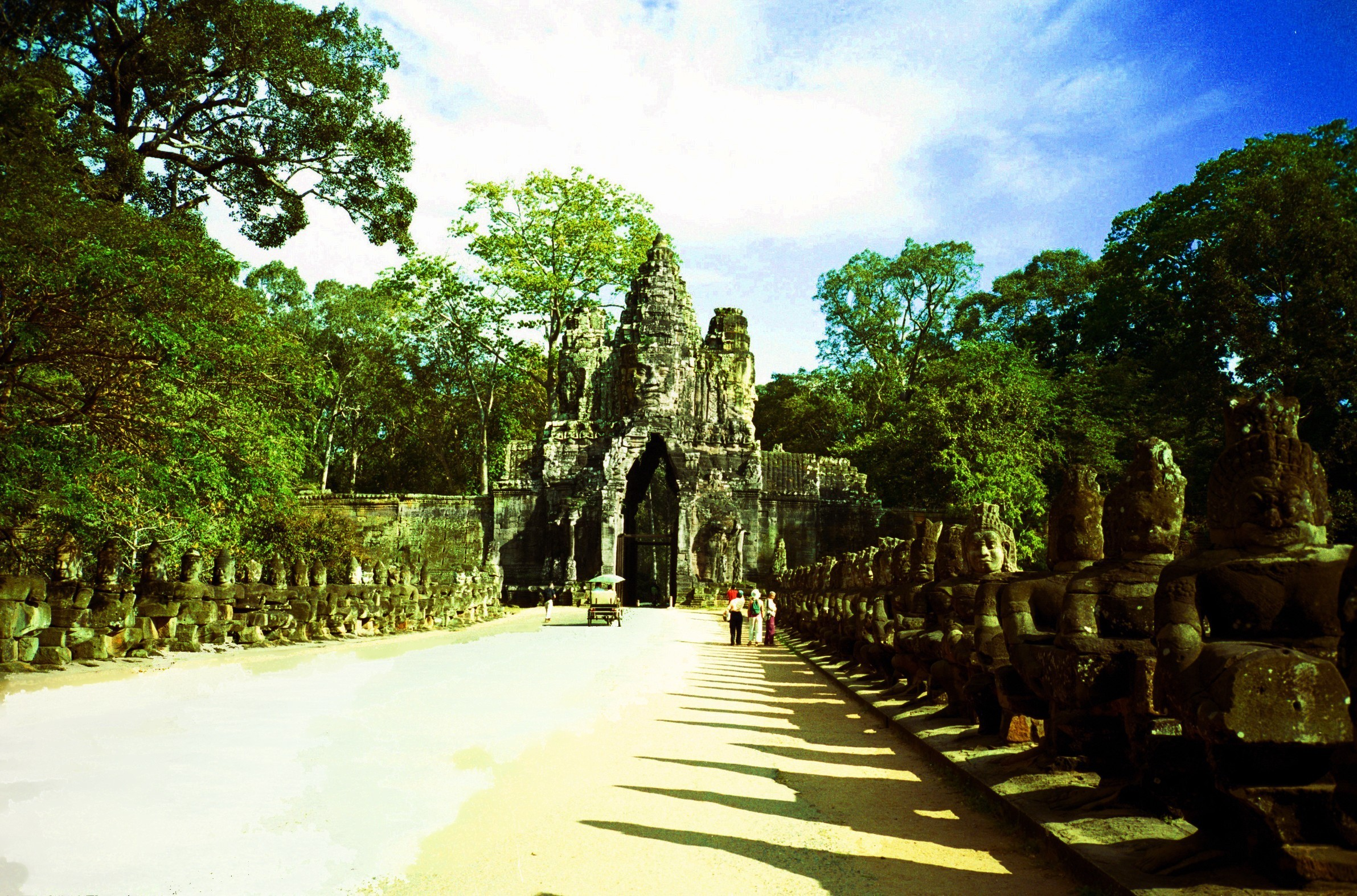
大吴哥南门四面佛

大吴哥（罗马化： 高棉語發音：[ʔɑːŋ.kɔː.tʰum]）又譯吳哥通、吴哥城，是吳哥古都最後的主城池。其高棉語名字意思是“大城”。該城市位於今天的柬埔寨，是由國王闍耶跋摩七世於十二世紀末建立。
大吴哥佔地9 平方公里，位於吳哥窟以北，園區內保存幾座早期的紀念碑以及阇耶跋摩及其繼任者建立的紀念碑。城市的中心是阇耶跋摩的國家寺廟巴戎寺，其他主要遺址聚集在勝利廣場周圍，在这范围内包括一系列各朝建立的古都遗迹：苏利耶跋摩一世重建的空中宫殿，優陀耶迭多跋摩二世建立的巴普昂寺，闍耶跋摩七世建立的巴戎寺（Bayon）、群象台和瘌王台等。該遺跡群是東南亞最受歡迎的旅遊景點之一。

## 詞源
吴哥（ 高棉語發音：[ʔɑŋ.ˈkɔː]）在高棉語中意思是「首都」；該詞彙來源於梵語詞彙「城」（ nagara）。該城的正式名稱是耶輸陀羅補羅（高棉語： 高棉語發音：[jeaʔ sao tʰeaʔ reaʔ boʔ raʔ]；梵語： Yaśōdhara-pura），意爲“榮光的她之城”。
不過，Angkor Thom（高棉語：អង្គរធំ）是大吴哥的另一個替代名稱（高棉語：នគរធំ）的變換名稱，由於忽略了錯誤發音而被認為是正確的名稱。Nokor（高棉語：នគរ，Nôkô ）這個詞字面意思是源自梵語的Nagara（梵語：नगर），意為大城市，並結合了高棉語單詞Thom（高棉語：ធំ ，Thum ）。

## 历史
大吴哥是阇耶跋摩七世帝國的首都，也是他進行大規模建設城市計劃的中心。在城裡發現的一處銘文稱阇耶跋摩為新郎，而城市則是他的新娘。:121鑑於先前被占城入侵的慘痛經驗，闍耶跋摩七世將吳哥城城牆築得特別高又厚實，城外建有護城河。城中心的巴戎寺，最著名的就是以闍耶跋摩七世面容為藍本來雕刻的54尊四面佛像，也是「微笑高棉」的由來，寺廟牆上浮雕不只展現闍耶跋摩七世與占城戰鬥的壯闊場面，也有描繪市井小民的生活場景。而因為闍耶跋摩七世篤信佛教，吳哥地區信仰開始由印度教轉變為佛教，在巴戎寺中也可以看到印度教與佛教並存的特殊風格。除此之外，闍耶跋摩七世還建造了大批寺廟如塔普倫寺（Ta Prohm）、達松將軍廟等，也興建了不少醫院、旅舍。:138「吳哥城-偉大的城市」這個名字從 16 世紀就開始使用。
已知在吳哥城建造的最後一座寺廟是曼加拉薩寺，它於 1295 年投入使用。此後，現有的結構不斷進行修改，任何新建造的建築都是用易腐爛的材料製成的，並且沒有倖存下來。
最終在13世紀由國王波隆摩羅闍二世領導的阿瑜陀耶王国最終洗劫了大吳哥，迫使博涅亞領導的高棉人將首都遷往東南部的金邊，棄守後的吳哥漸漸凋零。:29
吳哥城在1609年之前的某個時間被遺棄，最遲於16世紀六十年代被柬埔寨人重新發現，當時一位早期的西方遊客寫道「這是一座無人居住的城市，“就像柏拉圖的亞特蘭蒂斯一樣奇妙」。[4] : 140 據信該城市曾居住了80,000–150,000 的人口。:140
1622年用高棉詩作的吳哥窟詩，曾描述了吳哥城的美麗。

## 城市格局

### 風格
大吳哥的建築物採用巴戎風格設計。其結構多以砂岩、紅土建造，每個城市入口處的面塔設有那伽雕像的巨型人物塔。

### 格局、結構
大吳哥位於洞里薩河的支流暹粒河西岸，距河約四分之一英里。大吳哥南門位於暹粒以北7.2公里，吳哥窟入口以北1.7公里。城牆高8公尺，兩側有護城河，每條長3公里，圍合面積 9平方公里。城牆是由土支撐的紅土結構興建，頂部設有欄杆。每個基點都有大里通往市中心或巴戎寺。由於巴戎寺本身沒有城牆或護城河，考古學家將這座城市的城牆或護城河解釋為代表须弥山周圍的山脈和海洋。:81另一座城門「勝利門」位於東門以北500米處；勝利之路與通往勝利廣場和巴戎北部皇宮的東路平行。距暹粒市中心約30分鐘路程。
城門高23公尺的塔樓是後來添加到主體結構的，沿用了巴戎的表面，上頭刻畫的人物可能代表國王本人、觀世音菩薩、 帝國的守護者或某種組合。每座塔前的護城河都有一條堤道：左邊有一排提婆，右邊有一排阿修罗，每排都拿著一隻龍以拔河的姿態呈現。這似乎是對印度教著名的创世神话故事《搅乳海》神話的參考。龍族也可能代表從人類世界到眾神世界（巴戎）的過渡，或者是守護者。:82
南門現在是遊客最多的地方，因為它是遊客進入城市的主要入口。在城市的每個角落都有一座由砂岩建造的角落神殿 ，供奉觀音菩薩。這些建築通常為以中央塔為基準的十字形結構，面向東方。
大吳哥內設有運河系統，水從東北流向西南。被城牆包圍的大部分土地將被城市的建築所佔據，這些建築現已不存。並被森林覆蓋。
大多數吳哥遺址都有大量的淺浮雕展示，描繪了古代印度教的神話故事和史詩中出現各種神、女神和超凡脫俗的生物。以及實際已知的動物，如象、蛇、魚和猴，此外還有看起來如是中国神话、中国民俗中的传说生物龍樣貌的生物。
在塔普倫遺址中，在一個巨大的石入口附近，可以看到「西入口南側壁柱上的圓環設計不同尋常」。人們能夠看到該遺跡描繪各種常見動物，如豬、猴子、水牛、公雞和蛇的圓形。這些圓形中沒有神話人物，因此可以合理地得出結論，這些人物描繪的是12世紀古代高棉人常見的動物。

## 图片

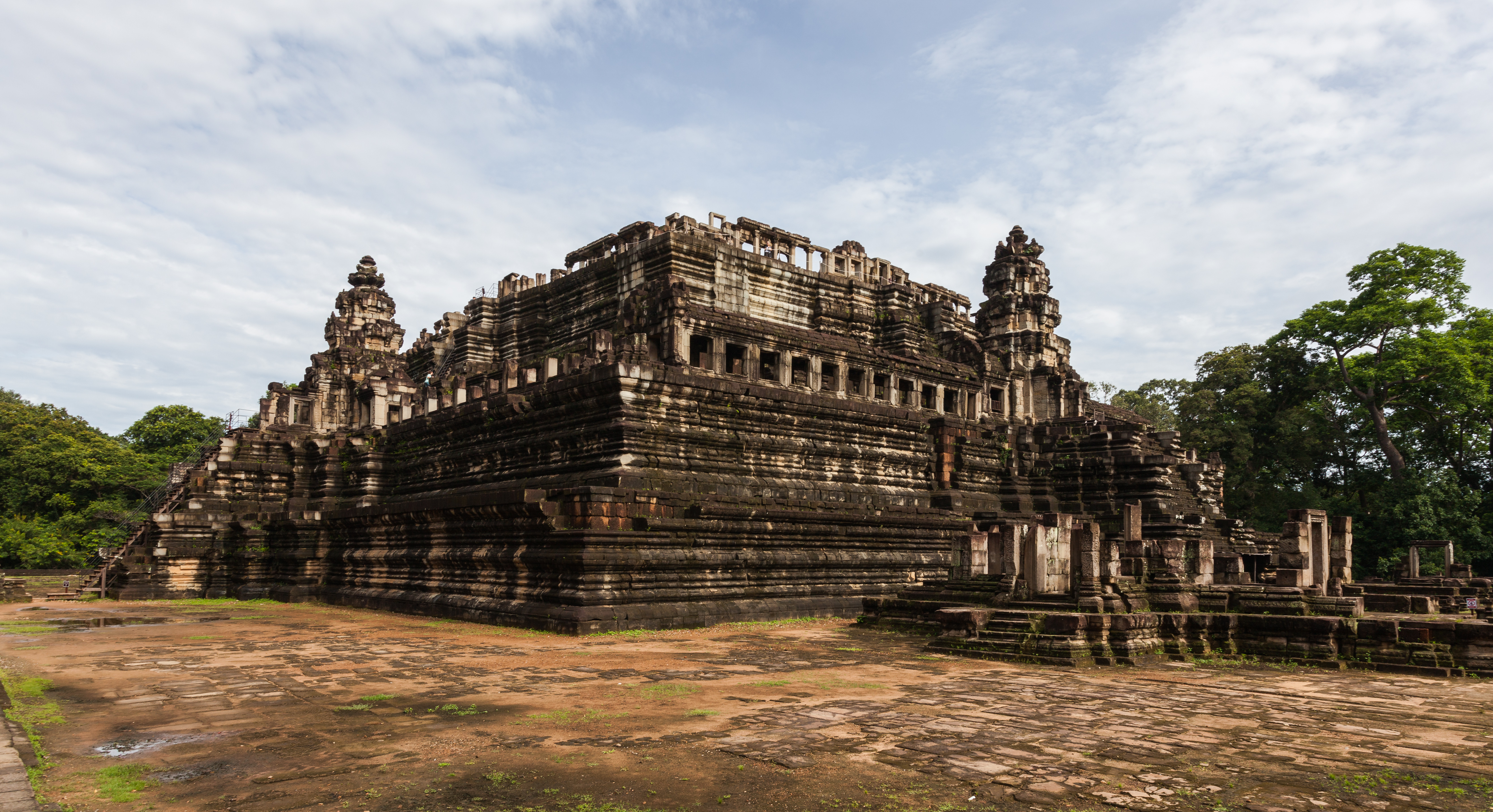
巴普昂寺
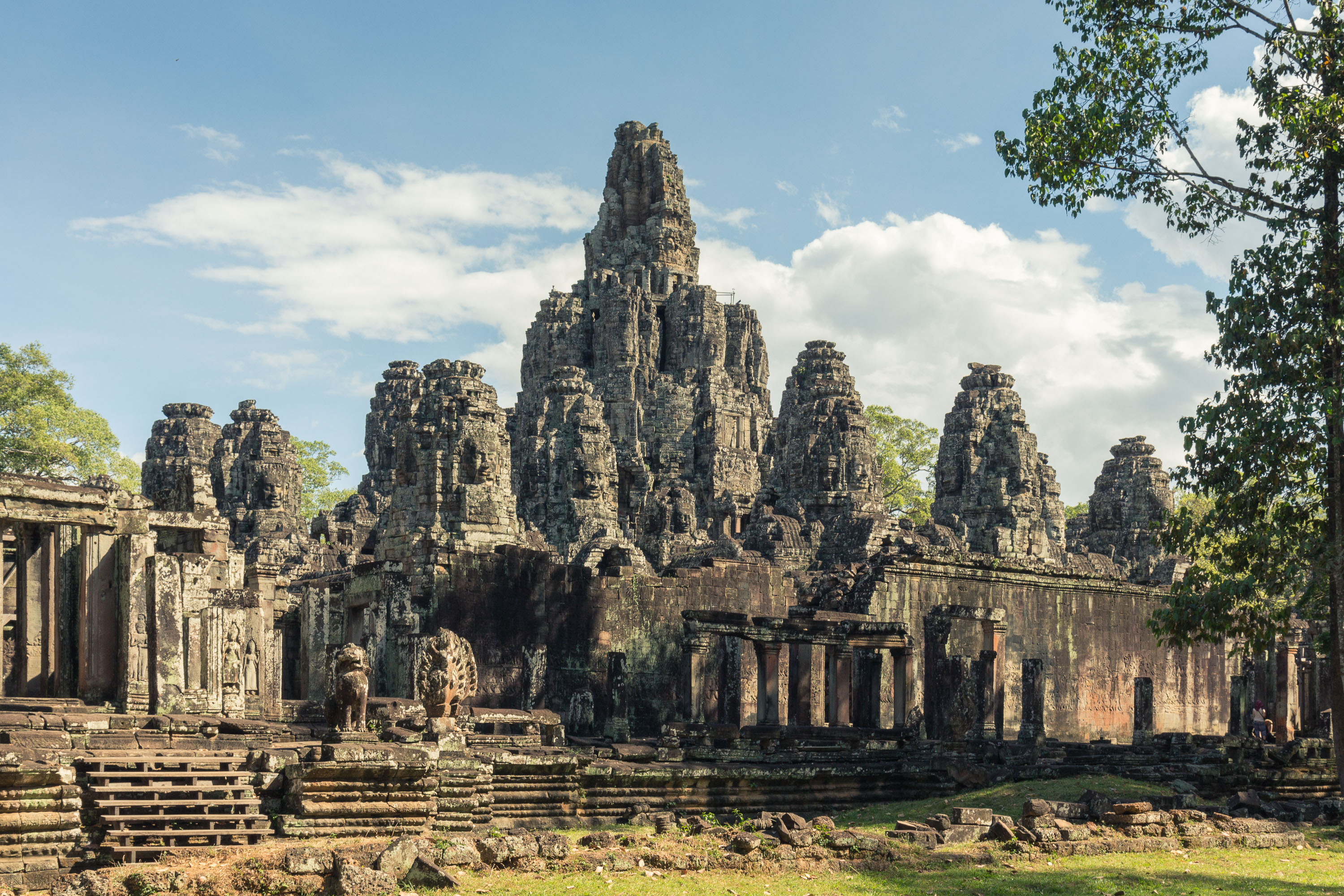
巴戎寺，高棉帝國最後一座國家寺院
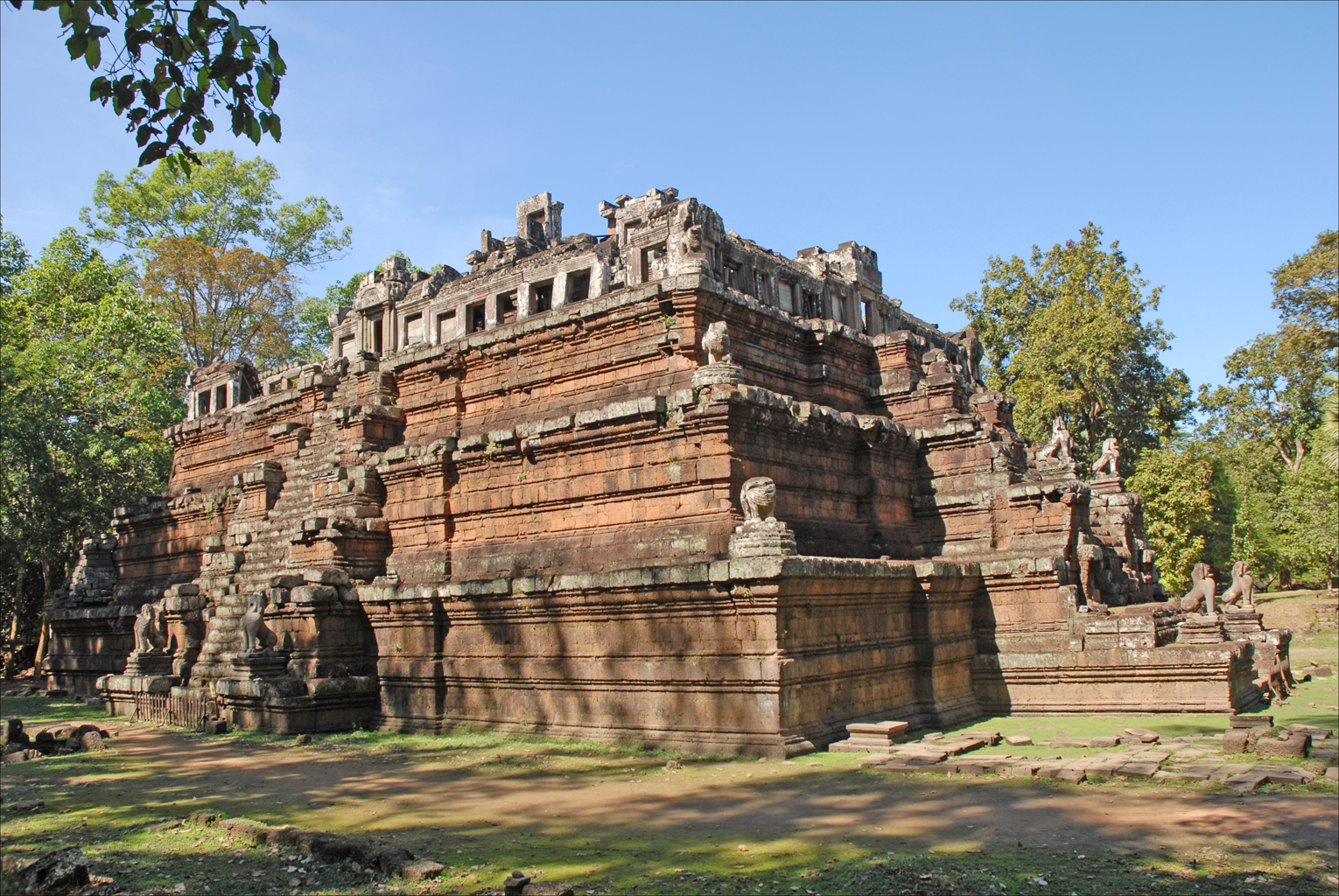
空中宫殿
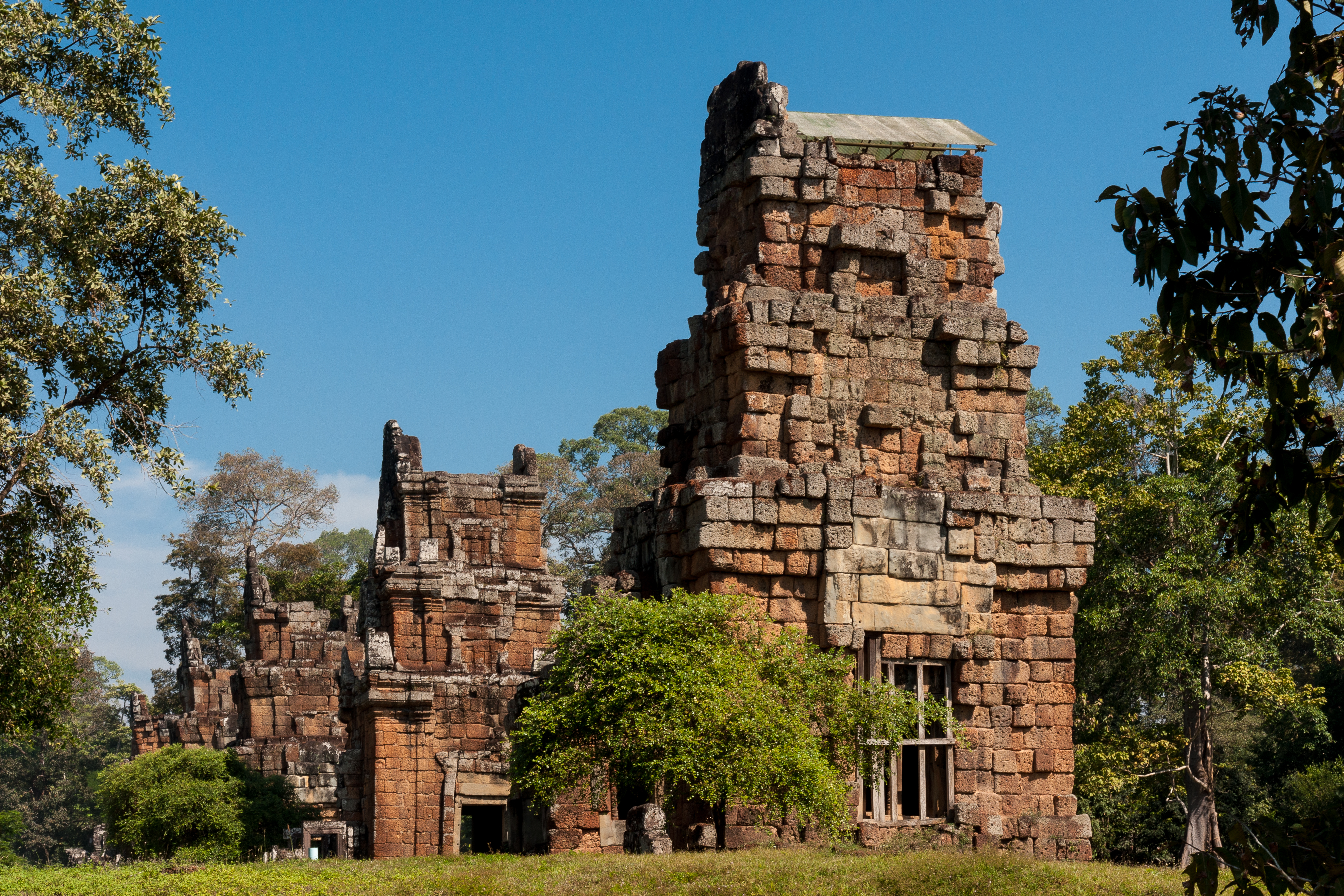
十二塔庙
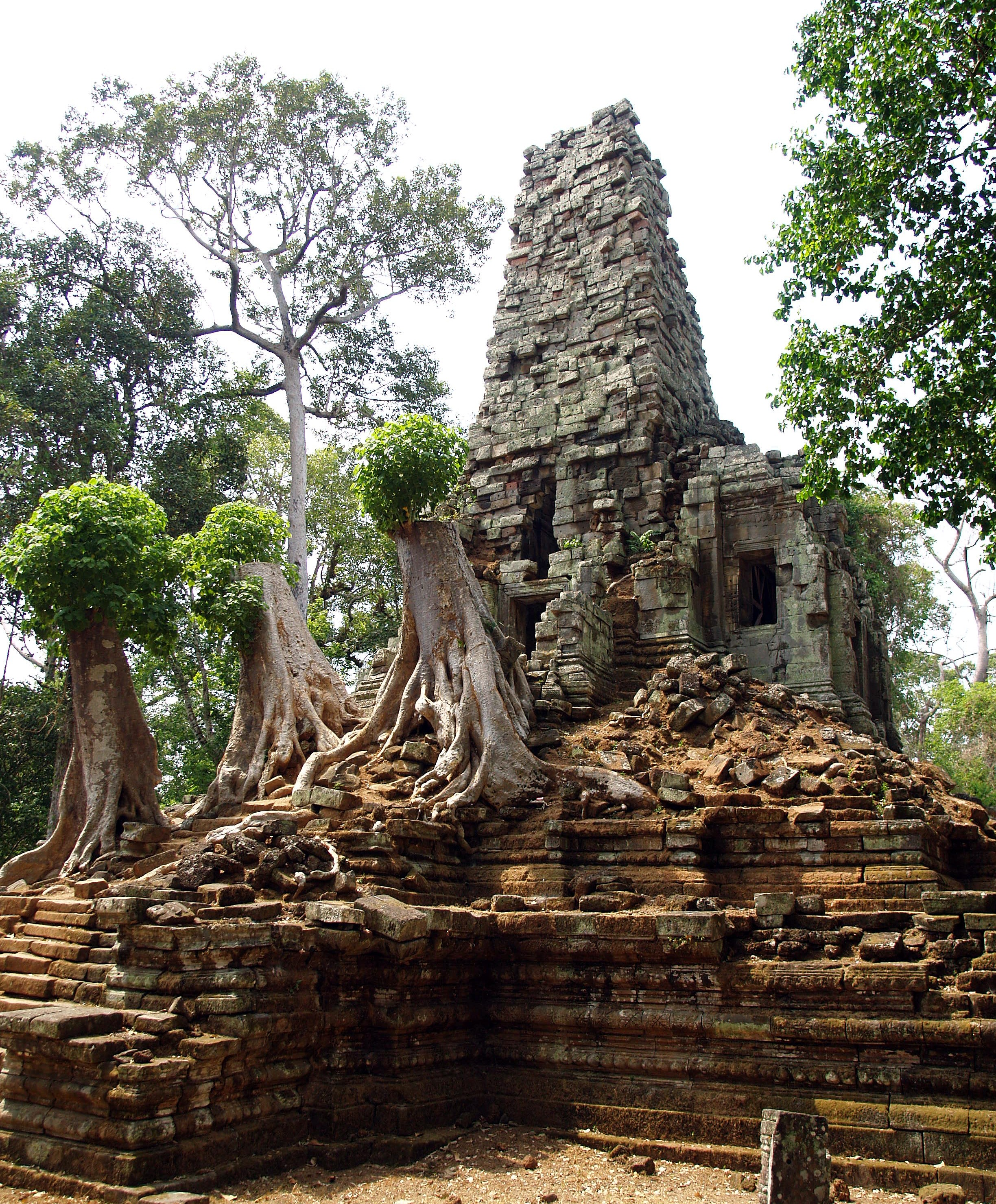
聖巴麗萊寺（英语：Preah Palilay）
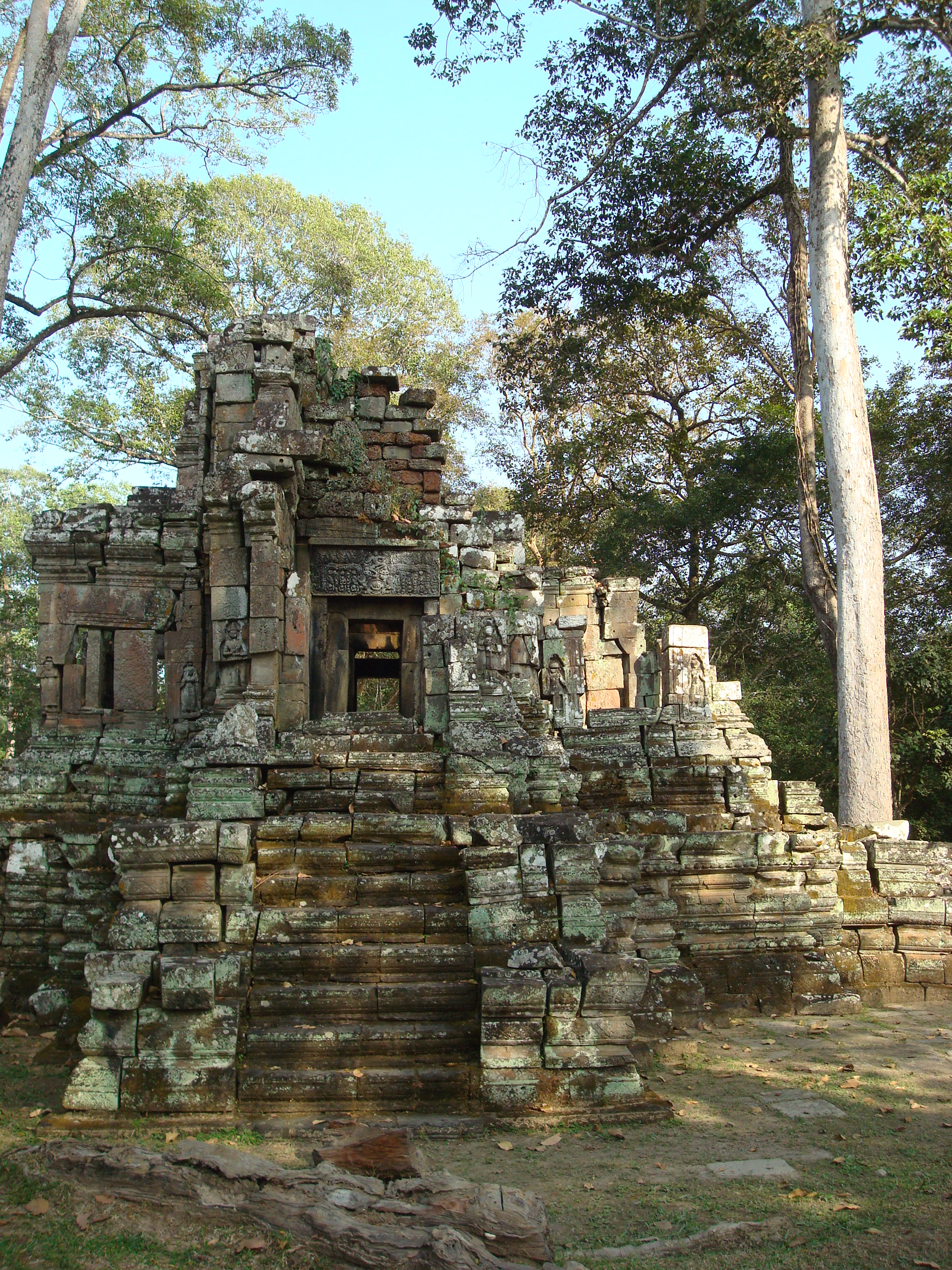
聖皮度神廟群（英语：Preah Pithu）
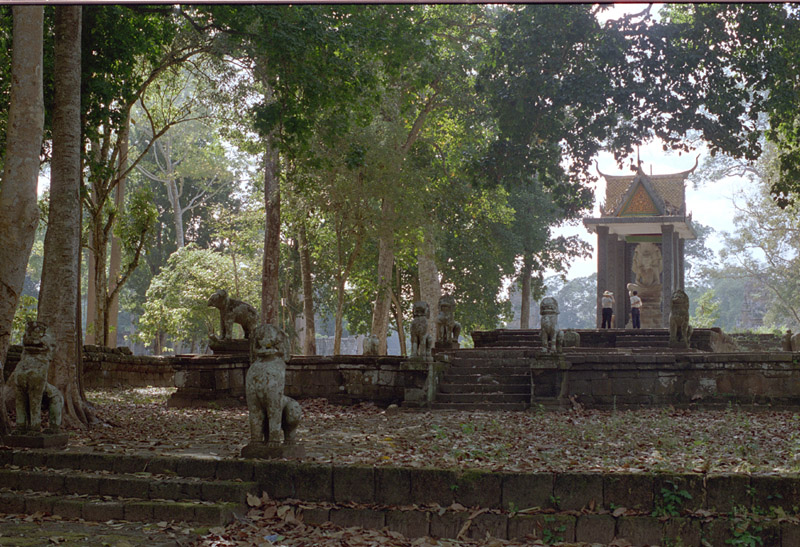
柏威夏普拉姆比倫寺
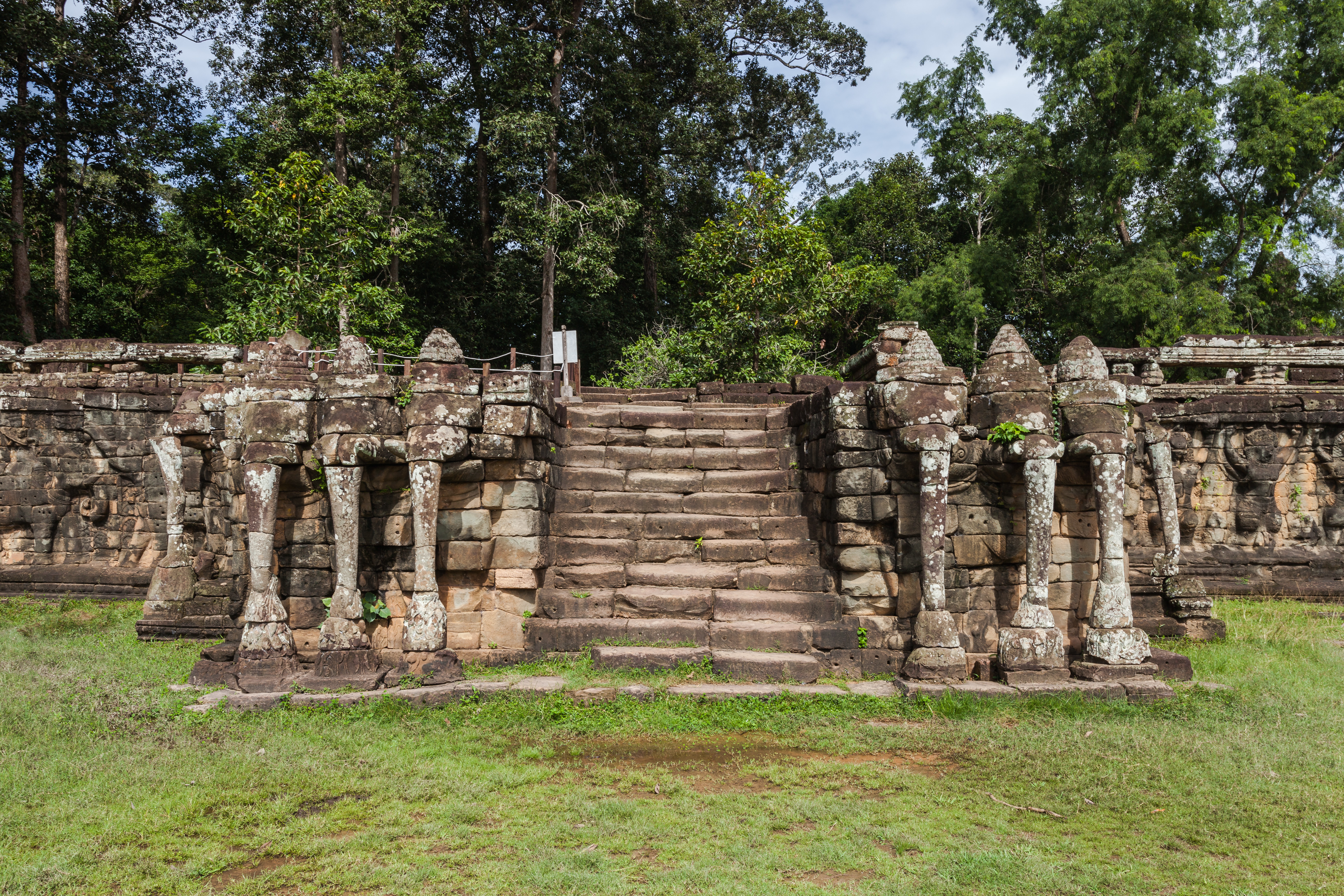
群象台
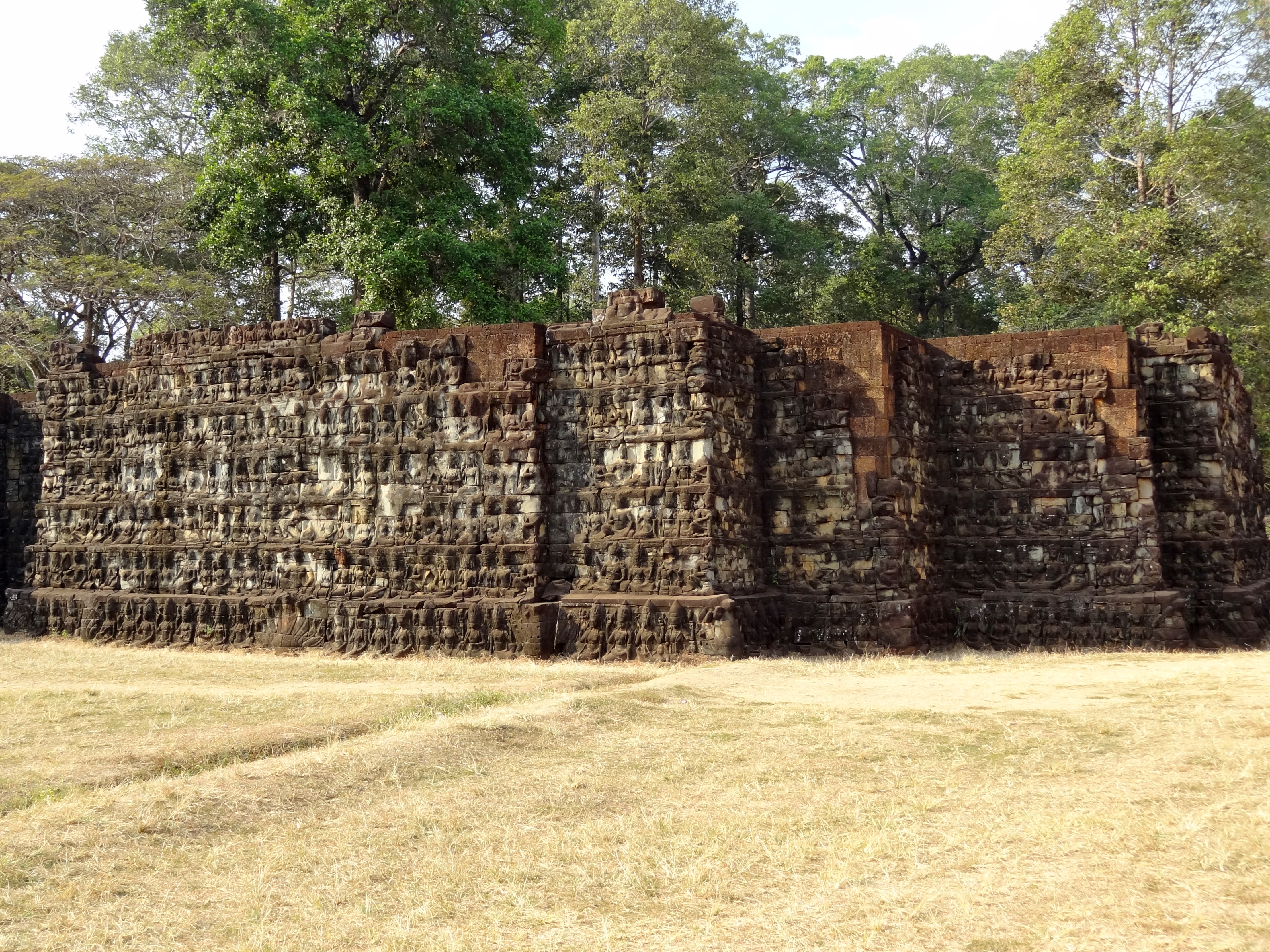
瘌王台（英语：Terrace of the Leper King）
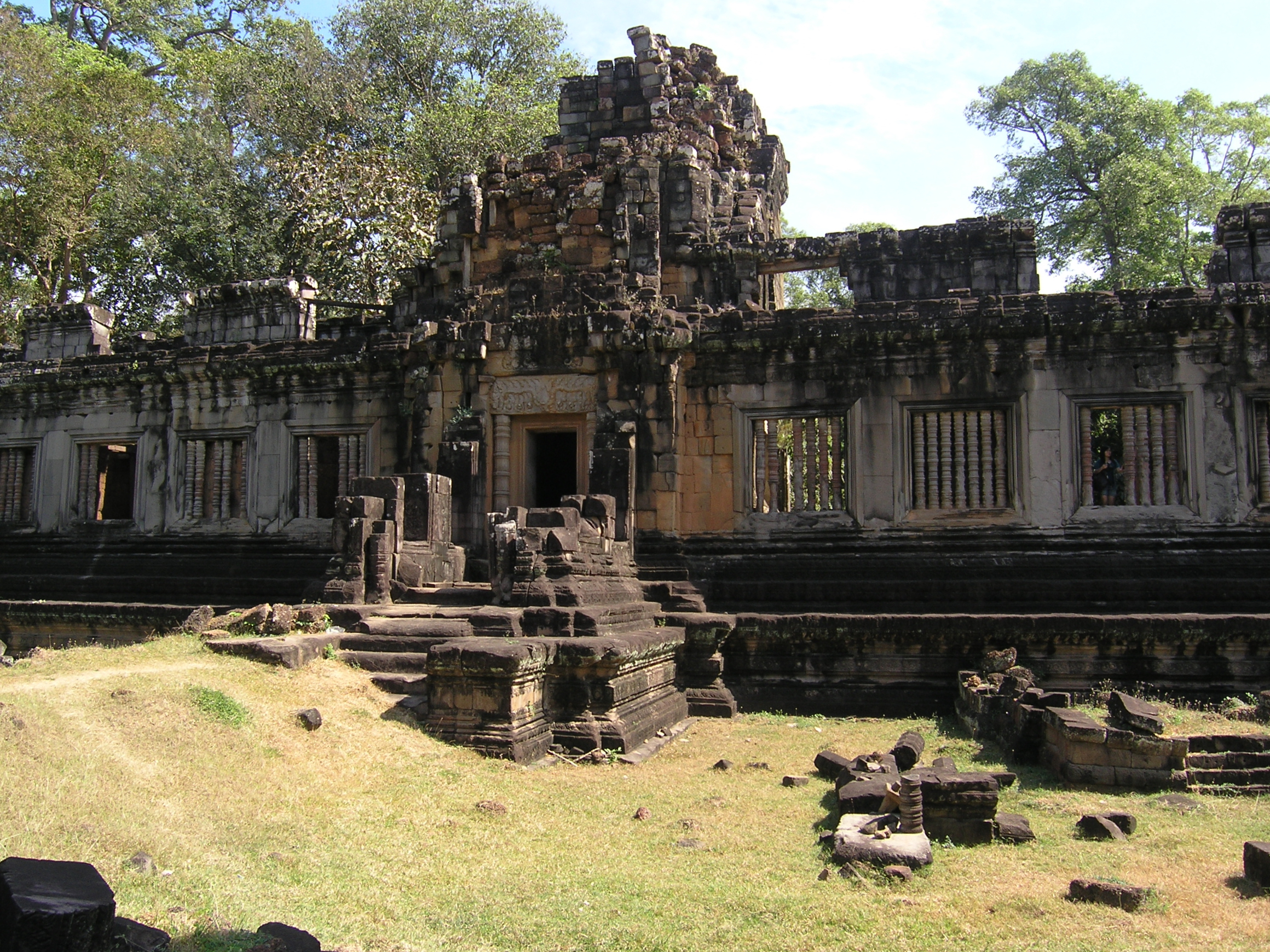
克萊昂斯（英语：Khleangs）
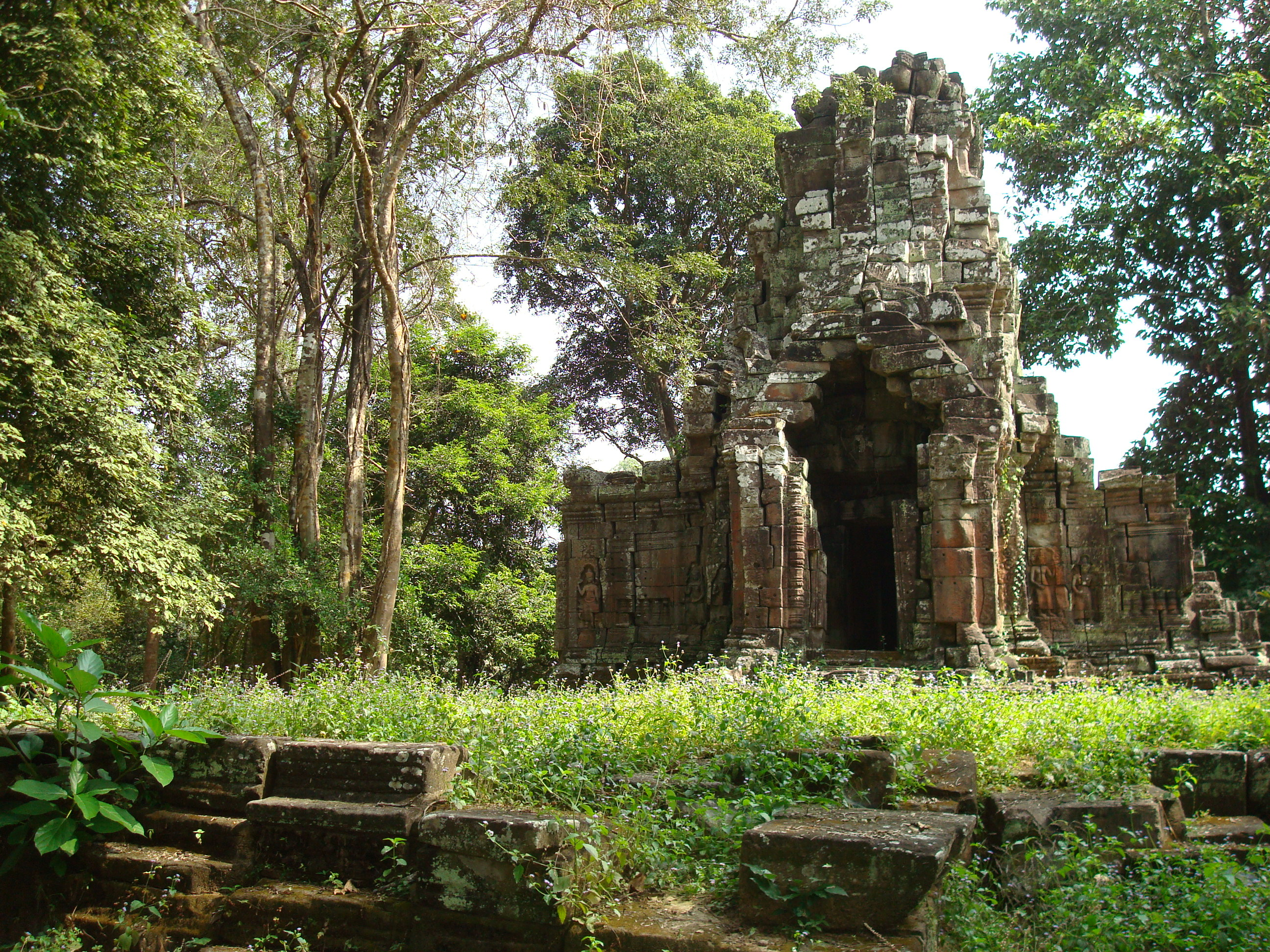
巴沙鐘寺（英语：Prasat Chrung）
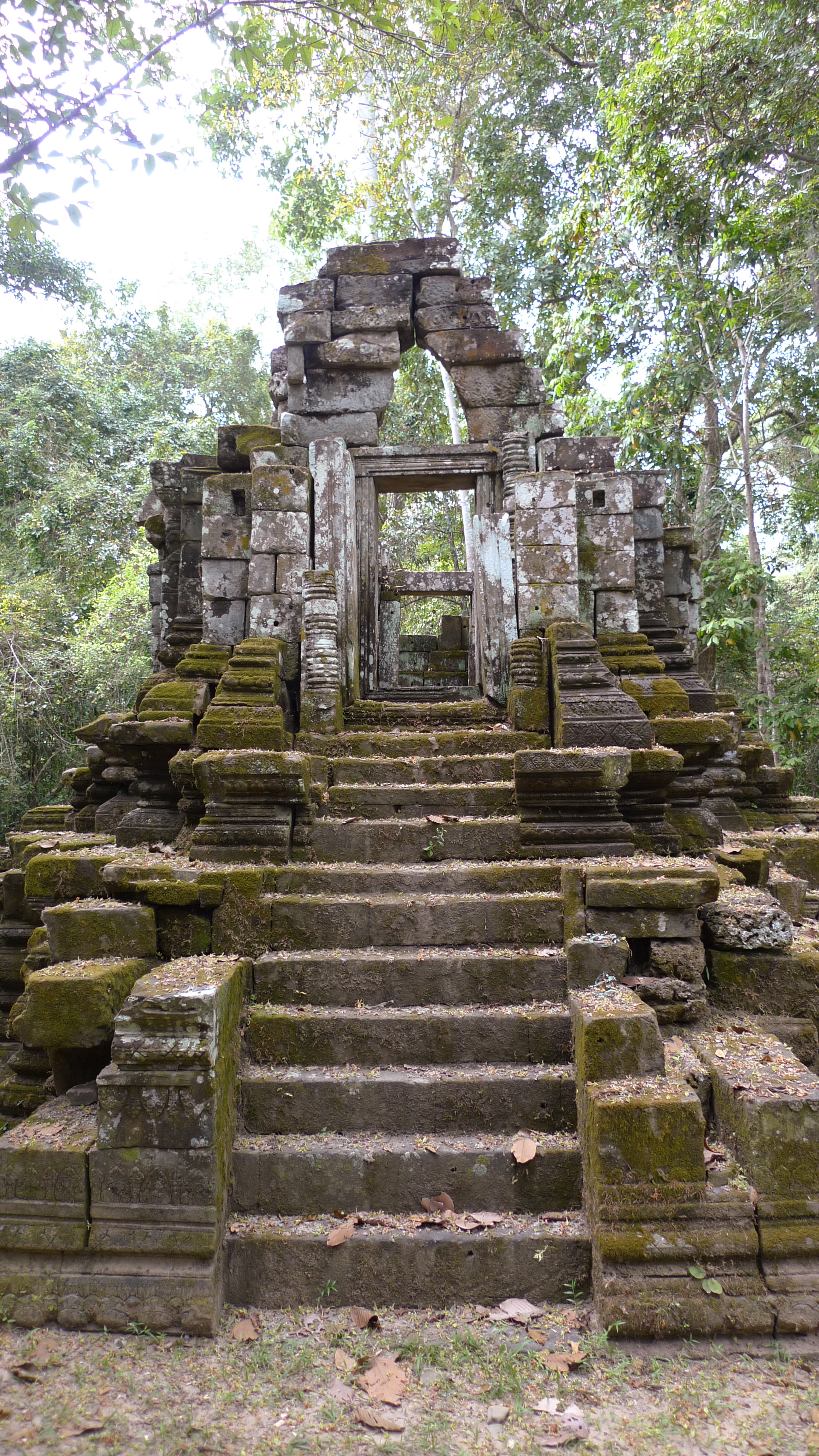
曼加拉薩寺（英语：Mangalartha）
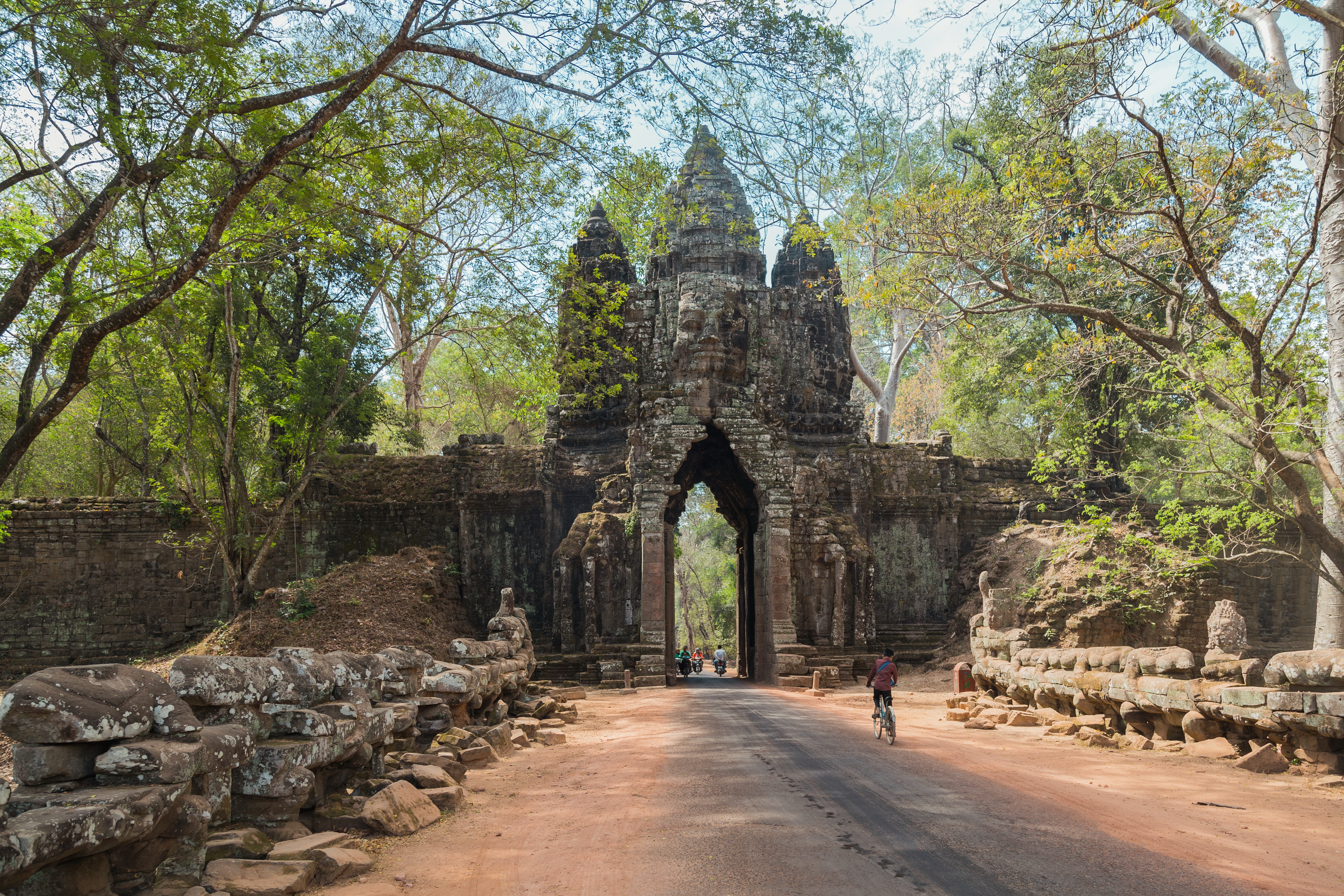
北門
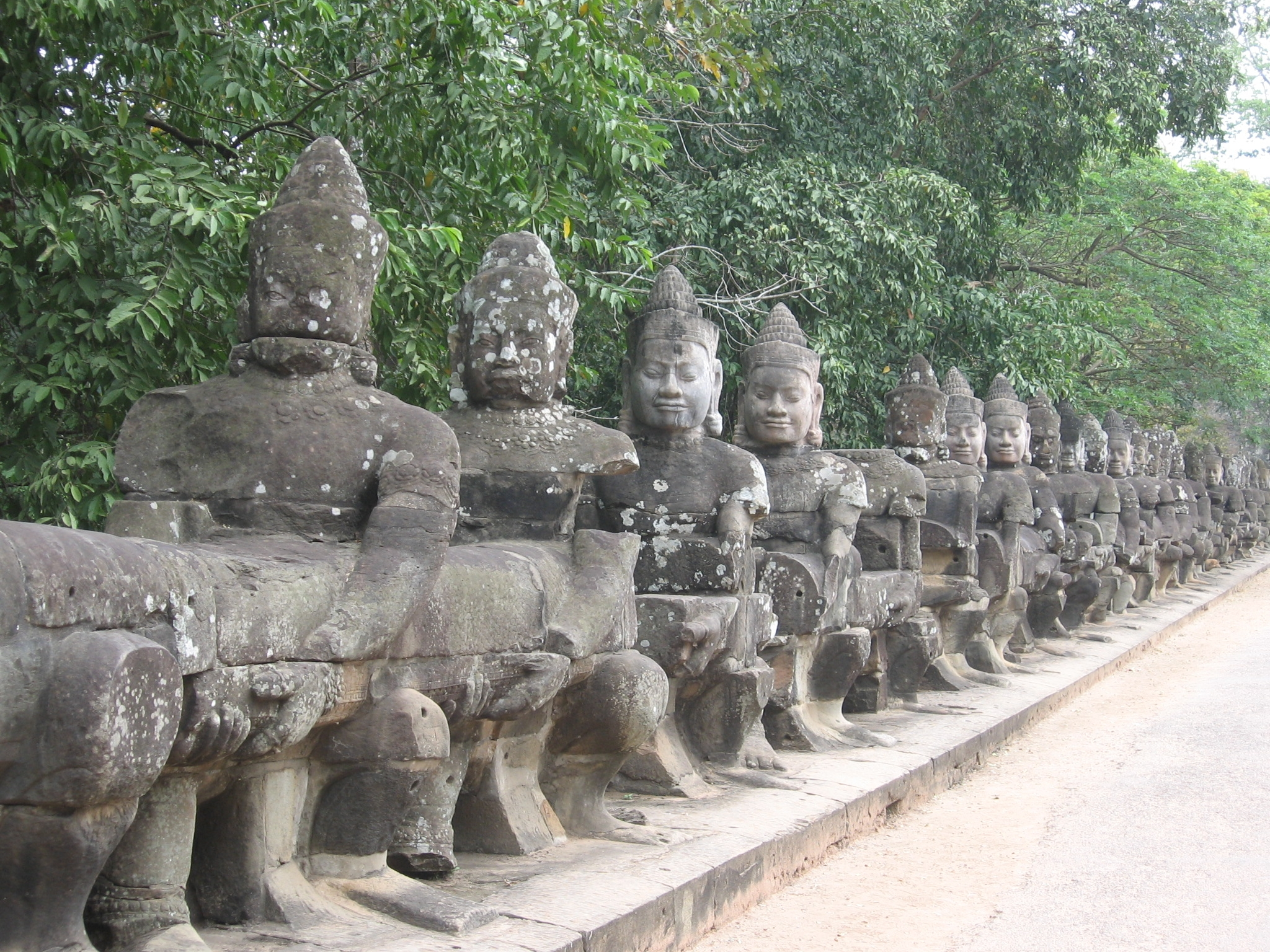
南門的橋
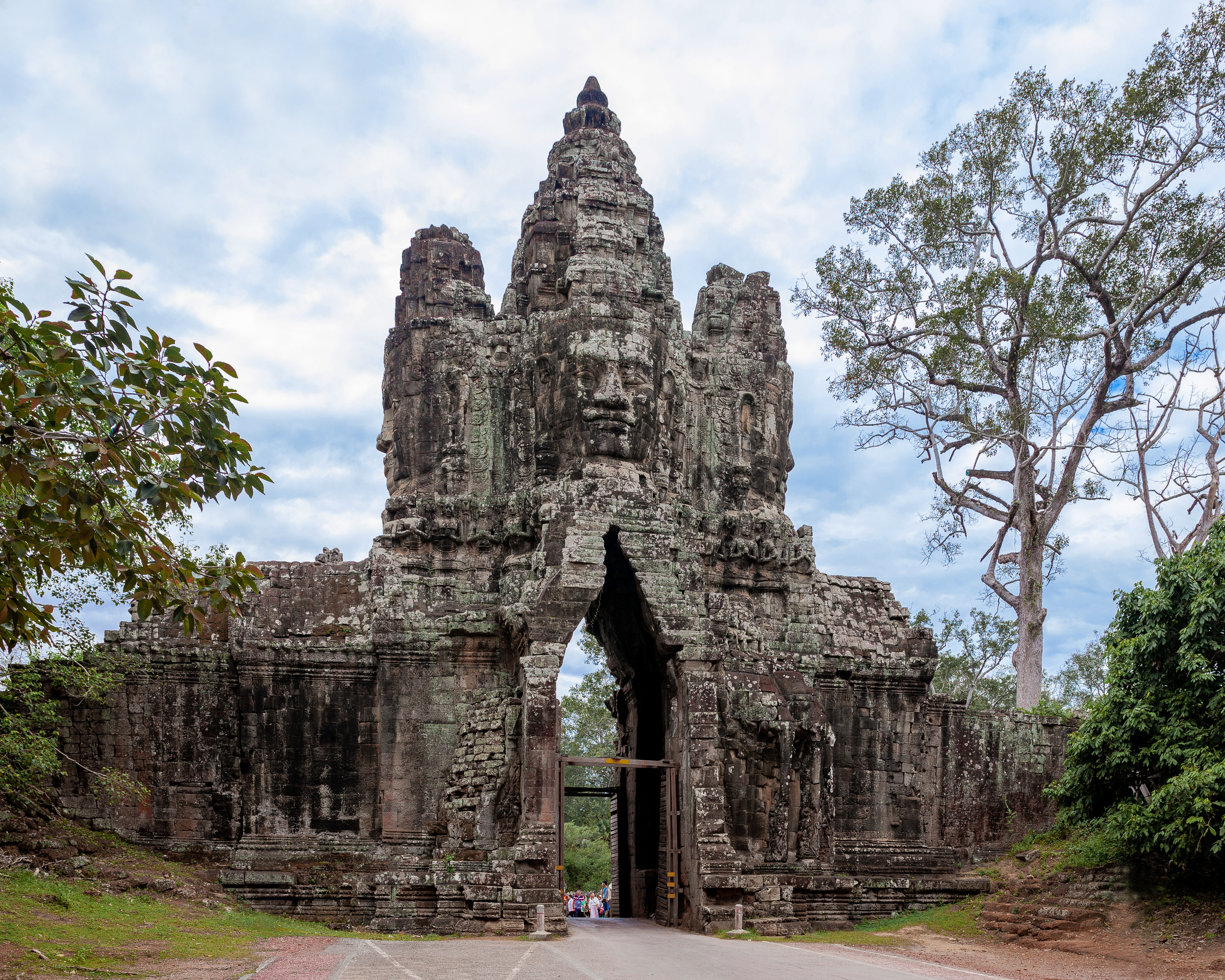
南門
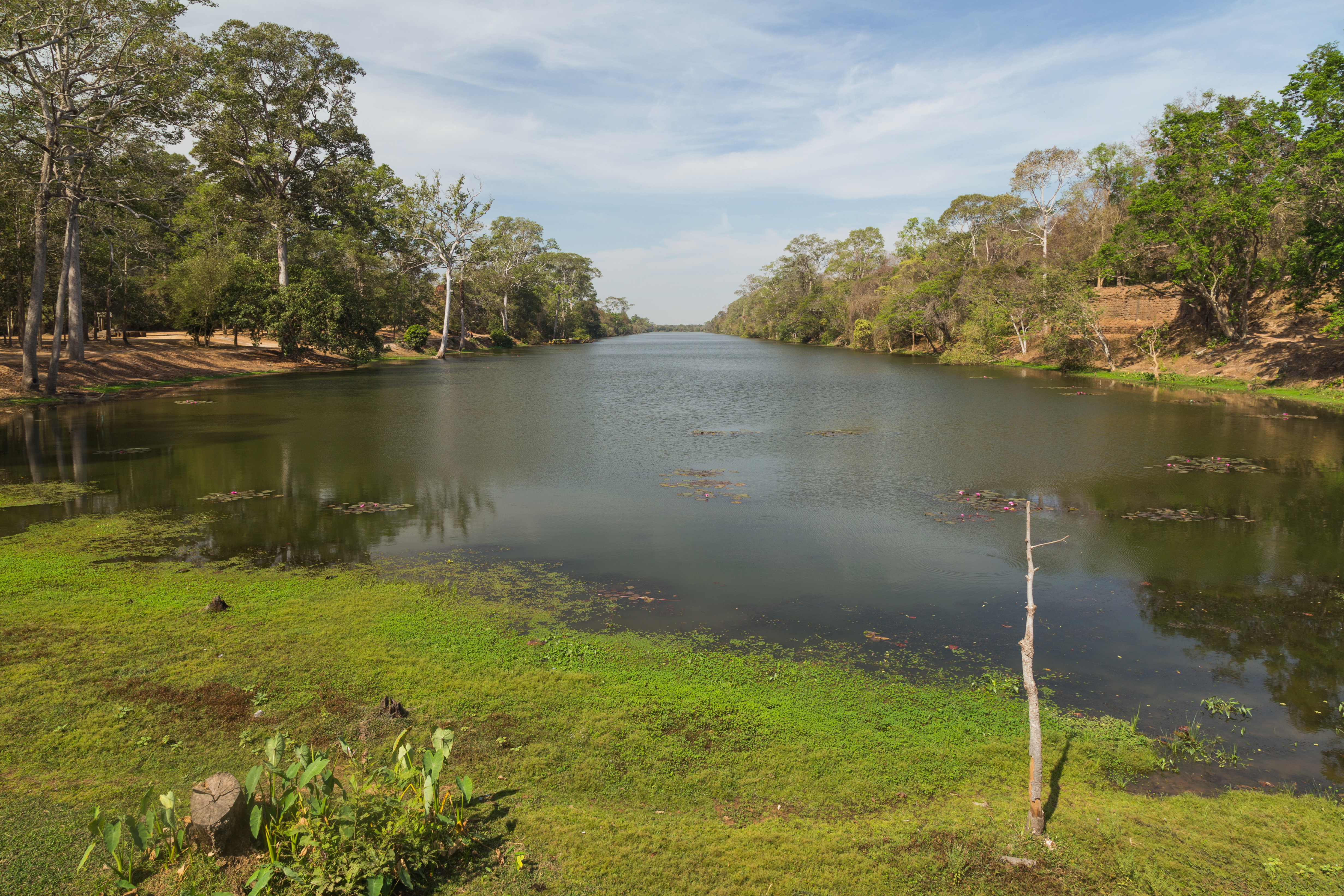
南門護城河
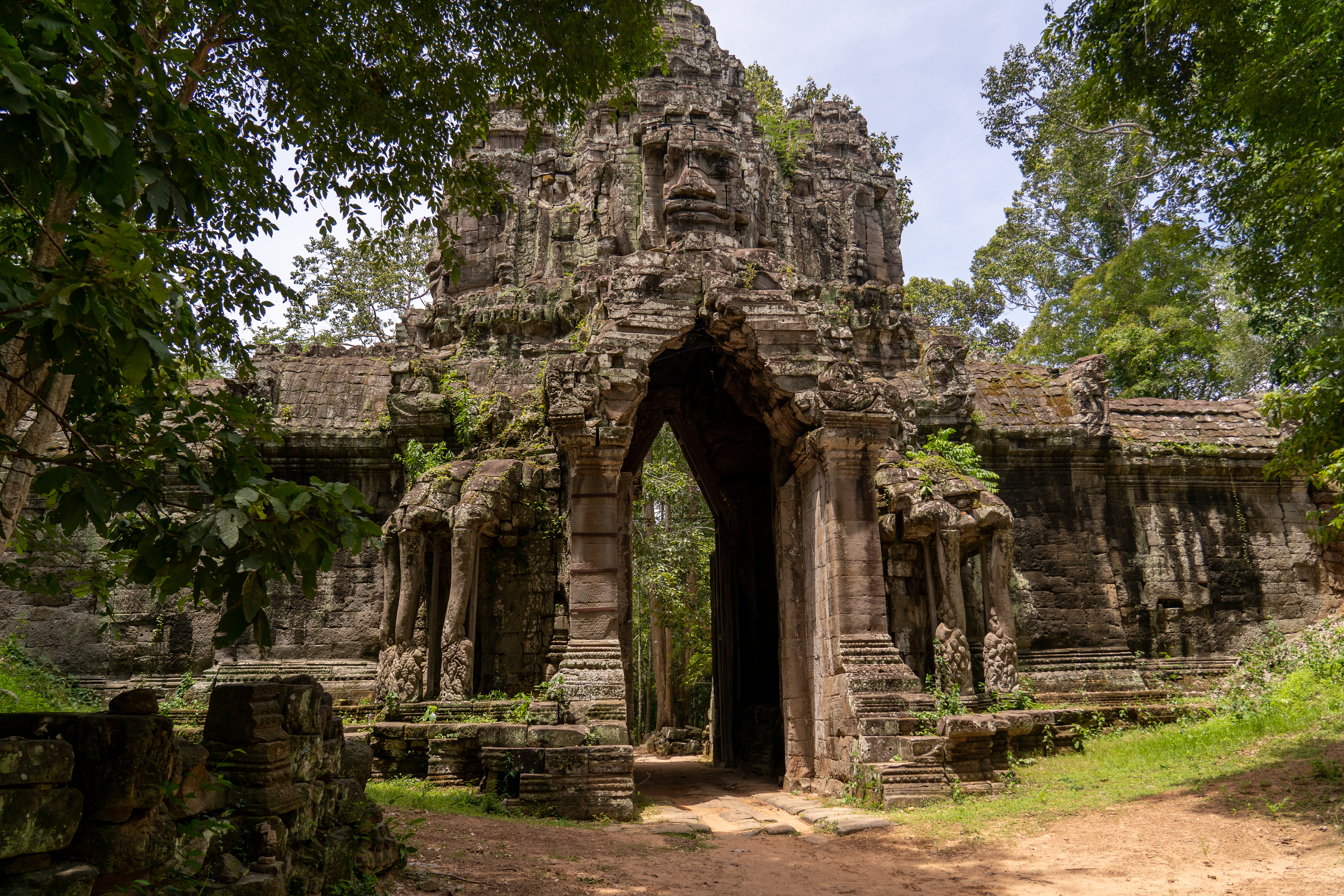
東門，又稱亡靈之門
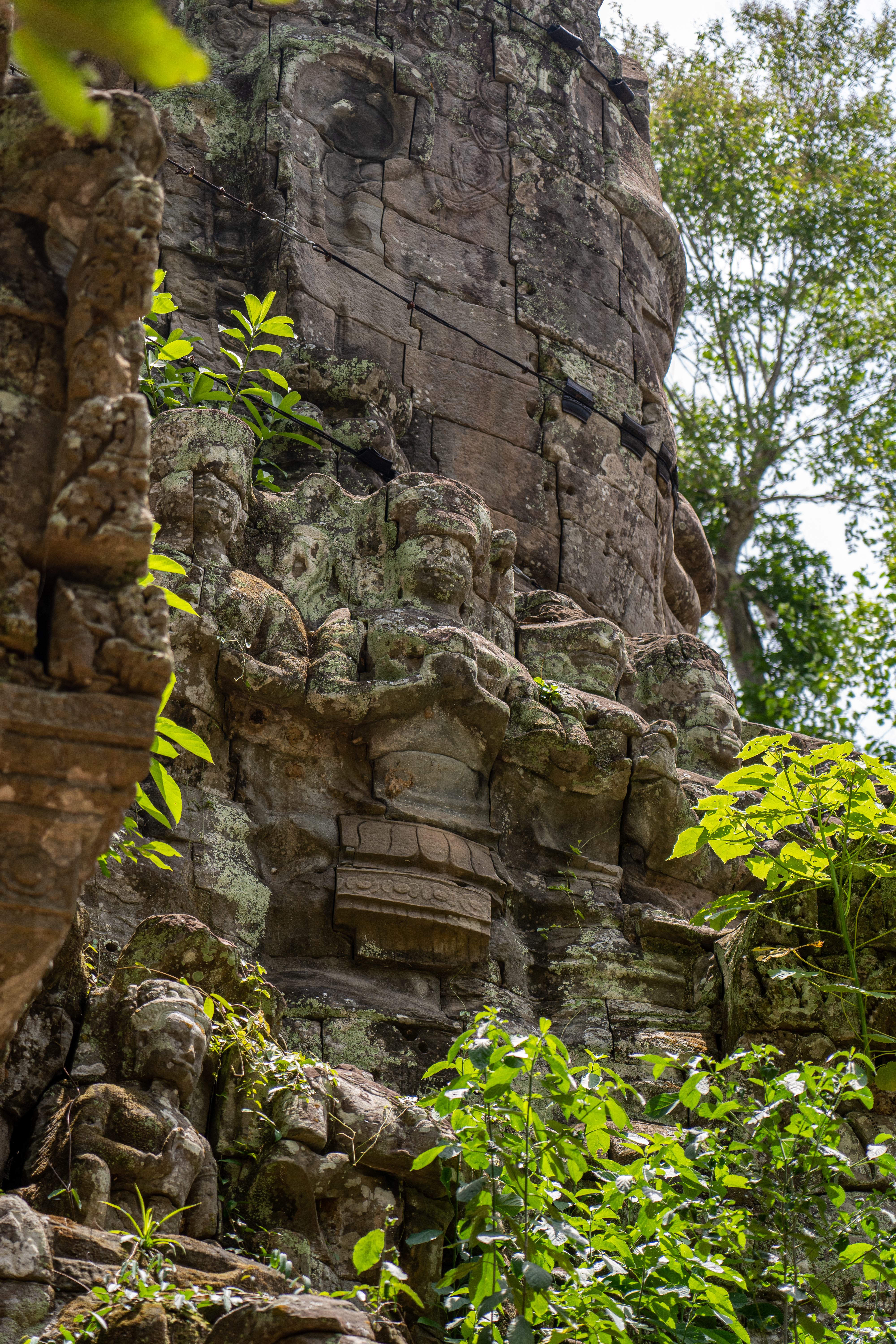
亡靈之門的細節
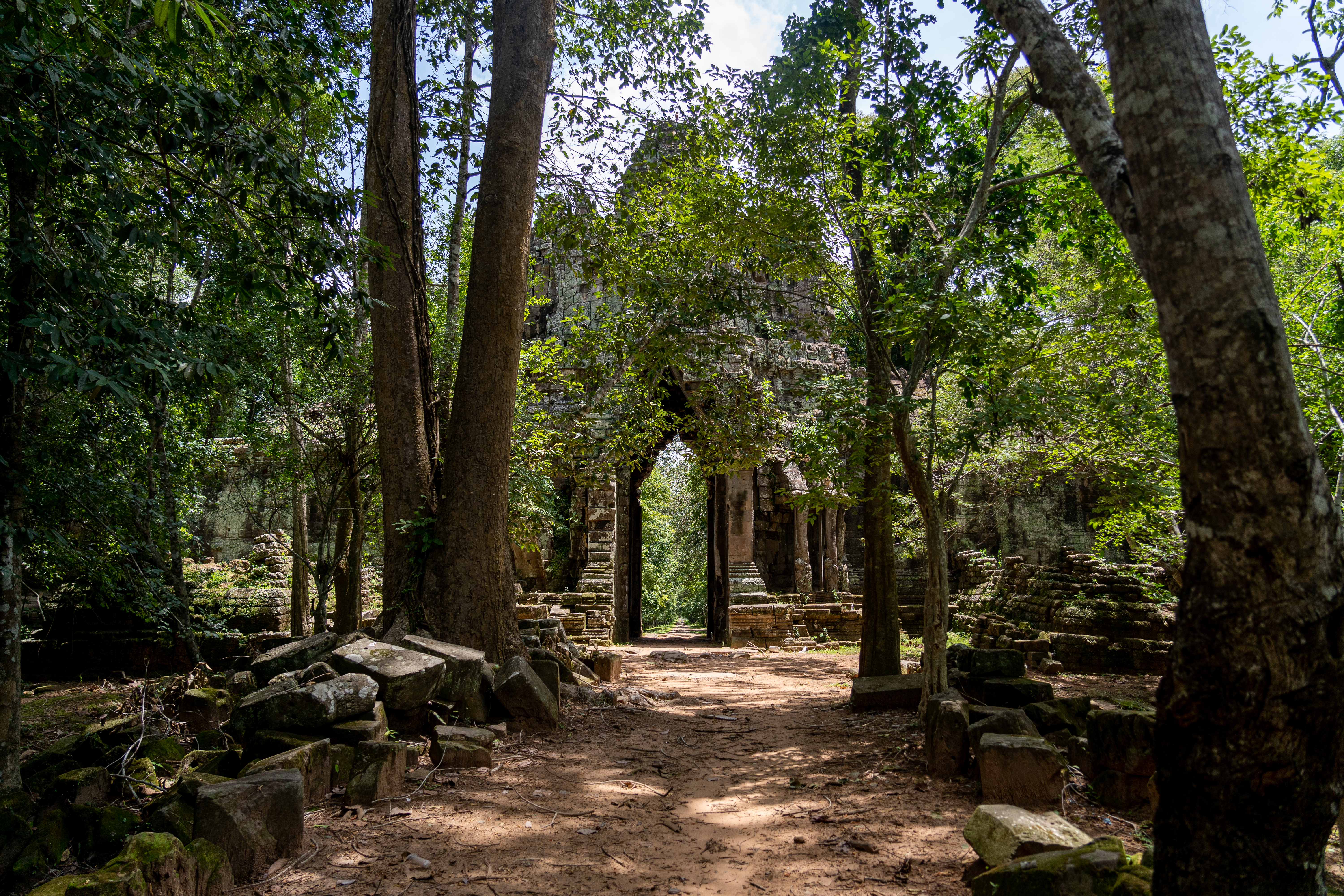
亡靈之門
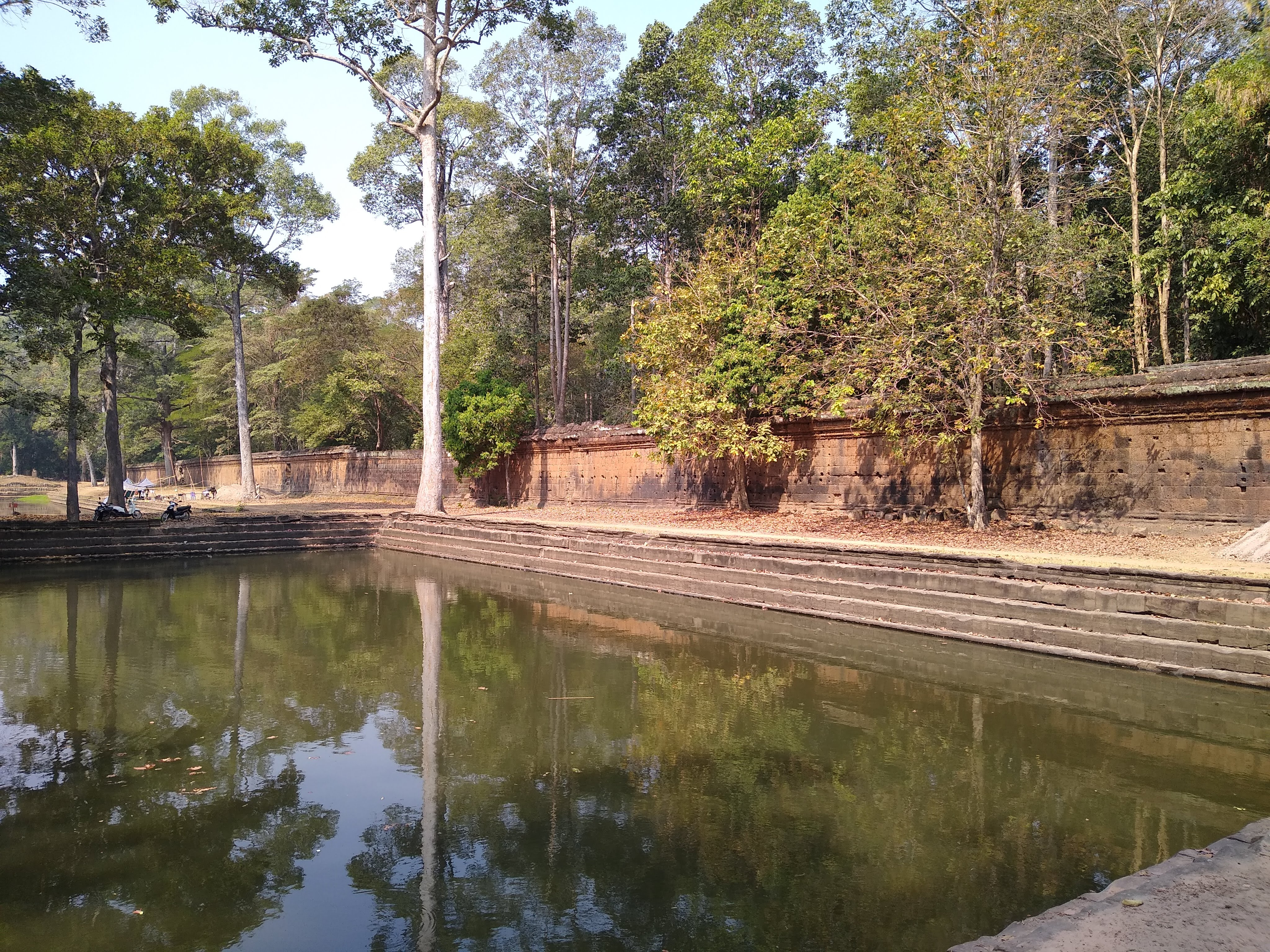
皇宮東池
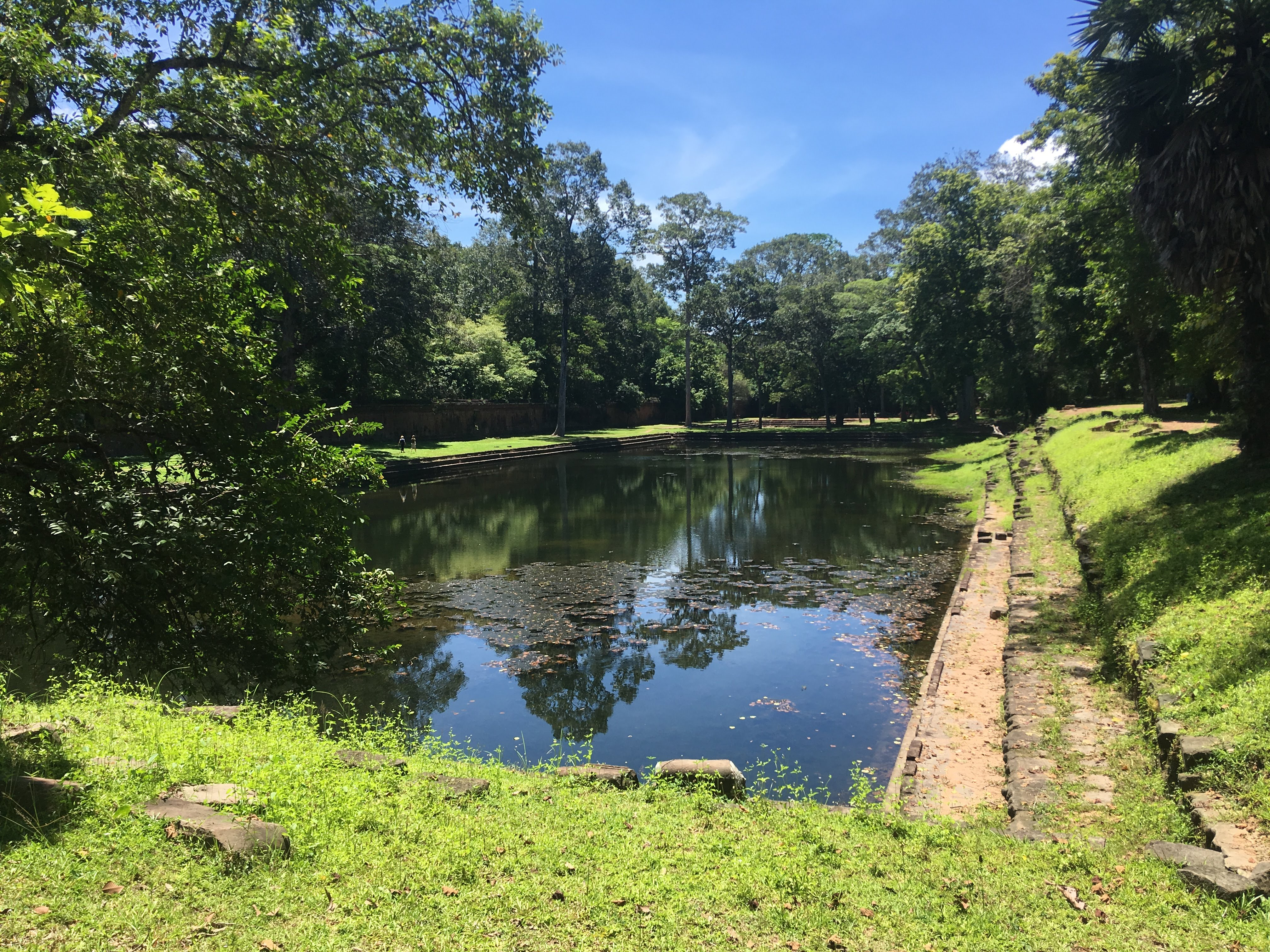
菲米納卡斯附近的盆地

## 外部連結
- OpenStreetMap上有關大吳哥的地理
- 维基共享资源上的相關多媒體資源：大吳哥